# Links
Links是個開放原始碼的純文字/图形網頁瀏覽器。此軟體具有一個拉下式選單系統，能呈現複雜的網頁（部分支持HTML 4.0，包括表格和框架，也支援數個字集），支援多色和單色的终端，而且支援水平捲動。与Lynx以及w3m不同，此軟體是針對无视觉障碍的用户，以純文字介面工作但仍設計使用了許多圖形使用者介面的常見元素（彈出視窗、拉下式選單等）。開發的重點是確保在低階终端（如圖書館）下的正常使用。
Links原先由捷克人Mikuláš Patočka開發。後來他的研究小組Twibright Labs，開發了第二個版本，能呈現圖形還有字體大小變化（有反鋸齒效果），並且支援JavaScript。软件运行速度较快，但能正常显示的網頁较少。圖形模式能在Unix下運行，依靠的甚至不是X Window或是其他視窗環境，而是靠SVGALib。

## 分支

### ELinks
ELinks（E代表實驗型或加強型）是Links的分支，由Petr Baudis領導開發。此軟體是基於Links 0.9版開發的。此軟體的開發更加開放，並且加入了來自其他版Links和網際網路使用者的補強。

### Hacked Links
Hacked Links又是另一版Links瀏覽器，結合了Elinks和Links 2的功能。

## 外部連結
- 官方网站
- ELinks首頁 （页面存档备份，存于）
- Links Hacked網頁